# Liste der Nummer-eins-Hits in den britischen Charts (1984)
Dies ist eine Liste der Nummer-eins-Hits in den britischen Charts im Jahr 1984. Sie basiert auf den Official Singles Chart Top 100 und den Official Albums Chart Top 100, die vom Chart Information Network ermittelt wurden. Es gab in diesem Jahr 15 Nummer-eins-Singles und 18 Nummer-eins-Alben.

## Singles
| ← 1983 ← | Liste der Nummer-eins-Hits in den britischen Charts | Liste der Nummer-eins-Hits in den britischen Charts | Liste der Nummer-eins-Hits in den britischen Charts | 1985 →                    |
| \| Zeitraum \| Wo. ges. \| Interpret \| Titel Autor(en) \| Zusätzliche Informationen \| \| (Zeitraum, Wochen auf Platz eins, Interpret, Titel, Autor[en], zusätzliche Informationen) \| \| \| \| \| \| ----------------------------------------------------------------------------------------- \| -------- \| ------------------------- \| ------------------------------- \| ------------------------- \| \| 4. Dezember 1983 – 7. Januar 1984 5 Wochen \| 5 \| The Flying Pickets \| Only You \| – \| \| 8. Januar 1984 – 21. Januar 1984 2 Wochen \| 2 \| Paul McCartney \| Pipes of Peace \| – \| \| 22. Januar 1984 – 25. Februar 1984 5 Wochen \| 5 \| Frankie Goes to Hollywood \| Relax \| – \| \| 26. Februar 1984 – 17. März 1984 3 Wochen \| 3 \| Nena \| 99 Red Balloons \| – \| \| 18. März 1984 – 28. April 1984 6 Wochen \| 6 \| Lionel Richie \| Hello \| – \| \| 29. April 1984 – 26. Mai 1984 4 Wochen \| 4 \| Duran Duran \| The Reflex \| – \| \| 27. Mai 1984 – 9. Juni 1984 2 Wochen \| 2 \| Wham! \| Wake Me Up Before You Go-Go \| – \| \| 10. Juni 1984 – 11. August 1984 9 Wochen \| 9 \| Frankie Goes to Hollywood \| Two Tribes \| – \| \| 12. August 1984 – 1. September 1984 3 Wochen \| 3 \| George Michael & Wham! \| Careless Whisper \| – \| \| 2. September 1984 – 13. Oktober 1984 6 Wochen \| 6 \| Stevie Wonder \| I Just Called to Say I Love You \| – \| \| 14. Oktober 1984 – 3. November 1984 3 Wochen \| 3 \| Wham! \| Freedom \| – \| \| 4. November 1984 – 24. November 1984 3 Wochen \| 3 \| Chaka Khan \| I Feel for You \| – \| \| 25. November 1984 – 1. Dezember 1984 1 Woche \| 1 \| Jim Diamond \| I Should Have Known Better \| – \| \| 2. Dezember 1984 – 8. Dezember 1984 1 Woche \| 1 \| Frankie Goes to Hollywood \| The Power of Love \| – \| \| 9. Dezember 1984 – 12. Januar 1985 5 Wochen \| 5 \| Band Aid \| Do They Know It’s Christmas? \| – \| |                                                     |                                                     |                                                     |                           |
| ← 1983 |                                                     |                                                     |                                                     | → 1985 →                  |
| Zeitraum | Wo. ges.                                            | Interpret                                           | Titel Autor(en)                                     | Zusätzliche Informationen |
| (Zeitraum, Wochen auf Platz eins, Interpret, Titel, Autor[en], zusätzliche Informationen) |                                                     |                                                     |                                                     |                           |
| 4. Dezember 1983 – 7. Januar 1984 5 Wochen | 5                                                   | The Flying Pickets                                  | Only You                                            | –                         |
| 8. Januar 1984 – 21. Januar 1984 2 Wochen | 2                                                   | Paul McCartney                                      | Pipes of Peace                                      | –                         |
| 22. Januar 1984 – 25. Februar 1984 5 Wochen | 5                                                   | Frankie Goes to Hollywood                           | Relax                                               | –                         |
| 26. Februar 1984 – 17. März 1984 3 Wochen | 3                                                   | Nena                                                | 99 Red Balloons                                     | –                         |
| 18. März 1984 – 28. April 1984 6 Wochen | 6                                                   | Lionel Richie                                       | Hello                                               | –                         |
| 29. April 1984 – 26. Mai 1984 4 Wochen | 4                                                   | Duran Duran                                         | The Reflex                                          | –                         |
| 27. Mai 1984 – 9. Juni 1984 2 Wochen | 2                                                   | Wham!                                               | Wake Me Up Before You Go-Go                         | –                         |
| 10. Juni 1984 – 11. August 1984 9 Wochen | 9                                                   | Frankie Goes to Hollywood                           | Two Tribes                                          | –                         |
| 12. August 1984 – 1. September 1984 3 Wochen | 3                                                   | George Michael & Wham!                              | Careless Whisper                                    | –                         |
| 2. September 1984 – 13. Oktober 1984 6 Wochen | 6                                                   | Stevie Wonder                                       | I Just Called to Say I Love You                     | –                         |
| 14. Oktober 1984 – 3. November 1984 3 Wochen | 3                                                   | Wham!                                               | Freedom                                             | –                         |
| 4. November 1984 – 24. November 1984 3 Wochen | 3                                                   | Chaka Khan                                          | I Feel for You                                      | –                         |
| 25. November 1984 – 1. Dezember 1984 1 Woche | 1                                                   | Jim Diamond                                         | I Should Have Known Better                          | –                         |
| 2. Dezember 1984 – 8. Dezember 1984 1 Woche | 1                                                   | Frankie Goes to Hollywood                           | The Power of Love                                   | –                         |
| 9. Dezember 1984 – 12. Januar 1985 5 Wochen | 5                                                   | Band Aid                                            | Do They Know It’s Christmas?                        | –                         |

## Alben
| ← 1983 ← | Liste der Nummer-eins-Hits in den britischen Charts | Liste der Nummer-eins-Hits in den britischen Charts | Liste der Nummer-eins-Hits in den britischen Charts | 1985 →                    |
| \| Zeitraum \| Wo. ges. \| Interpret \| Titel \| Zusätzliche Informationen \| \| (Zeitraum, Wochen auf Platz eins, Interpret, Titel, zusätzliche Informationen) \| \| \| \| \| \| ------------------------------------------------------------------------------ \| -------- \| -------------------------- \| ----------------------------------------------- \| ------------------------- \| \| 11. Dezember 1983 – 7. Januar 1984 4 Wochen (insgesamt 5) \| 5 \| (Verschiedene Interpreten) \| Now, That’s What I Call Music \| – \| \| 8. Januar 1984 – 14. Januar 1984 1 Woche (insgesamt 5) \| 5 \| Paul Young \| No Parlez \| – \| \| 15. Januar 1984 – 21. Januar 1984 1 Woche (insgesamt 5) \| 5 \| Verschiedene Interpreten \| Now, That’s What I Call Music \| – \| \| 22. Januar 1984 – 28. Januar 1984 1 Woche (insgesamt 8) \| 8 \| Michael Jackson \| Thriller \| – \| \| 29. Januar 1984 – 10. Februar 1984 2 Wochen \| 2 \| Eurythmics \| Touch \| – \| \| 11. Februar 1984 – 17. Februar 1984 1 Woche \| 1 \| Simple Minds \| Sparkle in the Rain \| – \| \| 18. Februar 1984 – 10. März 1984 3 Wochen \| 3 \| Thompson Twins \| Into the Gap \| – \| \| 11. März 1984 – 24. März 1984 2 Wochen \| 2 \| Howard Jones \| Human’s Lib \| – \| \| 25. März 1984 – 7. April 1984 2 Wochen (insgesamt 3) \| 3 \| Lionel Richie \| Can’t Slow Down \| – \| \| 8. April 1984 – 12. Mai 1984 5 Wochen \| 5 \| (Verschiedene Interpreten) \| Now, That’s What I Call Music 2 \| – \| \| 13. Mai 1984 – 4. August 1984 12 Wochen \| 12 \| Bob Marley & the Wailers \| Legend \| – \| \| 5. August 1984 – 29. September 1984 8 Wochen \| 8 \| (Verschiedene Interpreten) \| Now, That’s What I Call Music 3 \| – \| \| 30. September 1984 – 6. Oktober 1984 1 Woche \| 1 \| David Bowie \| Tonight \| – \| \| 7. Oktober 1984 – 20. Oktober 1984 2 Wochen \| 2 \| U2 \| The Unforgettable Fire \| – \| \| 21. Oktober 1984 – 27. Oktober 1984 1 Woche \| 1 \| Big Country \| Steeltown \| – \| \| 28. Oktober 1984 – 3. November 1984 1 Woche \| 1 \| Paul McCartney \| Give My Regards to Broad Street \| – \| \| 4. November 1984 – 10. November 1984 1 Woche \| 1 \| Frankie Goes to Hollywood \| Welcome to the Pleasuredome \| – \| \| 11. November 1984 – 24. November 1984 2 Wochen \| 2 \| Wham! \| Make It Big \| – \| \| 25. November 1984 – 12. Januar 1985 7 Wochen \| 7 \| (Verschiedene Interpreten) \| The Hits Album/The Hits Tape - 32 Original Hits \| – \| |                                                     |                                                     |                                                     |                           |
| ← 1983 |                                                     |                                                     |                                                     | → 1985 →                  |
| Zeitraum | Wo. ges.                                            | Interpret                                           | Titel                                               | Zusätzliche Informationen |
| (Zeitraum, Wochen auf Platz eins, Interpret, Titel, zusätzliche Informationen) |                                                     |                                                     |                                                     |                           |
| 11. Dezember 1983 – 7. Januar 1984 4 Wochen (insgesamt 5) | 5                                                   | (Verschiedene Interpreten)                          | Now, That’s What I Call Music                       | –                         |
| 8. Januar 1984 – 14. Januar 1984 1 Woche (insgesamt 5) | 5                                                   | Paul Young                                          | No Parlez                                           | –                         |
| 15. Januar 1984 – 21. Januar 1984 1 Woche (insgesamt 5) | 5                                                   | Verschiedene Interpreten                            | Now, That’s What I Call Music                       | –                         |
| 22. Januar 1984 – 28. Januar 1984 1 Woche (insgesamt 8) | 8                                                   | Michael Jackson                                     | Thriller                                            | –                         |
| 29. Januar 1984 – 10. Februar 1984 2 Wochen | 2                                                   | Eurythmics                                          | Touch                                               | –                         |
| 11. Februar 1984 – 17. Februar 1984 1 Woche | 1                                                   | Simple Minds                                        | Sparkle in the Rain                                 | –                         |
| 18. Februar 1984 – 10. März 1984 3 Wochen | 3                                                   | Thompson Twins                                      | Into the Gap                                        | –                         |
| 11. März 1984 – 24. März 1984 2 Wochen | 2                                                   | Howard Jones                                        | Human’s Lib                                         | –                         |
| 25. März 1984 – 7. April 1984 2 Wochen (insgesamt 3) | 3                                                   | Lionel Richie                                       | Can’t Slow Down                                     | –                         |
| 8. April 1984 – 12. Mai 1984 5 Wochen | 5                                                   | (Verschiedene Interpreten)                          | Now, That’s What I Call Music 2                     | –                         |
| 13. Mai 1984 – 4. August 1984 12 Wochen | 12                                                  | Bob Marley & the Wailers                            | Legend                                              | –                         |
| 5. August 1984 – 29. September 1984 8 Wochen | 8                                                   | (Verschiedene Interpreten)                          | Now, That’s What I Call Music 3                     | –                         |
| 30. September 1984 – 6. Oktober 1984 1 Woche | 1                                                   | David Bowie                                         | Tonight                                             | –                         |
| 7. Oktober 1984 – 20. Oktober 1984 2 Wochen | 2                                                   | U2                                                  | The Unforgettable Fire                              | –                         |
| 21. Oktober 1984 – 27. Oktober 1984 1 Woche | 1                                                   | Big Country                                         | Steeltown                                           | –                         |
| 28. Oktober 1984 – 3. November 1984 1 Woche | 1                                                   | Paul McCartney                                      | Give My Regards to Broad Street                     | –                         |
| 4. November 1984 – 10. November 1984 1 Woche | 1                                                   | Frankie Goes to Hollywood                           | Welcome to the Pleasuredome                         | –                         |
| 11. November 1984 – 24. November 1984 2 Wochen | 2                                                   | Wham!                                               | Make It Big                                         | –                         |
| 25. November 1984 – 12. Januar 1985 7 Wochen | 7                                                   | (Verschiedene Interpreten)                          | The Hits Album/The Hits Tape - 32 Original Hits     | –                         |

Die Angaben basieren auf den offiziellen Verkaufshitparaden des Chart Information Networks für das Vereinigte Königreich. Die Datumsangaben beziehen sich auf das Gültigkeitsdatum der Charts, also jeweils die auf die Verkaufswoche folgende Woche.

## Jahreshitparaden
| ← 1983 ← | Liste der Nummer-eins-Hits in den britischen Charts | Liste der Nummer-eins-Hits in den britischen Charts                        | Liste der Nummer-eins-Hits in den britischen Charts | 1985 →   |
| \| Singles \| Position# \| Alben \| \| ---------------------------------------------------------------------------------------------------------------- \| --------- \| -------------------------------------------------------------------------- \| \| Do They Know It’s Christmas? Band Aid Bob Geldof, Midge Ure \| 1 \| Can’t Slow Down Lionel Richie \| \| I Just Called to Say I Love You Stevie Wonder \| 2 \| The Hits Album/The Hits Tape - 32 Original Hits (Verschiedene Interpreten) \| \| Relax Frankie Goes to Hollywood Musik: Peter Gill, William Johnson, Mark William O’Toole; Text: William Johnson \| 3 \| Legend Bob Marley & the Wailers \| \| Two Tribes Frankie Goes to Hollywood Peter Gill, William Johnson, Mark William O’Toole \| 4 \| Make It Big Wham! \| \| Careless Whisper George Michael & Wham! George Michael, Andrew J. Ridgeley \| 5 \| Now, That’s What I Call Music 3 (Verschiedene Interpreten) \| \| Last Christmas / Everything She Wants Wham! George Michael / \| 6 \| Thriller Michael Jackson \| \| Hello Lionel Richie Lionel B. Richie \| 7 \| Diamond Life Sade \| \| Agadoo Black Lace Mya-Micheline Helyett Simille, François Pierre Camille Bernheim \| 8 \| Welcome to the Pleasuredome Frankie Goes to Hollywood \| \| Freedom Wham! George Michael, Trevor Berrisford Romeo, Simon Alban Law, Caron Melina Wheeler, Paul Andrew Hooper \| 9 \| An Innocent Man Billy Joel \| \| Ghostbusters Ray Parker, Jr. Ray Erskine Parker Jr. \| 10 \| Now, That’s What I Call Music 4 (Verschiedene Interpreten) \| |                                                     |                                                                            |                                                     |          |
| ← 1983 |                                                     |                                                                            |                                                     | → 1985 → |
| Singles | Position#                                           | Alben                                                                      |                                                     |          |
| Do They Know It’s Christmas? Band Aid Bob Geldof, Midge Ure | 1                                                   | Can’t Slow Down Lionel Richie                                              |                                                     |          |
| I Just Called to Say I Love You Stevie Wonder | 2                                                   | The Hits Album/The Hits Tape - 32 Original Hits (Verschiedene Interpreten) |                                                     |          |
| Relax Frankie Goes to Hollywood Musik: Peter Gill, William Johnson, Mark William O’Toole; Text: William Johnson | 3                                                   | Legend Bob Marley & the Wailers                                            |                                                     |          |
| Two Tribes Frankie Goes to Hollywood Peter Gill, William Johnson, Mark William O’Toole | 4                                                   | Make It Big Wham!                                                          |                                                     |          |
| Careless Whisper George Michael & Wham! George Michael, Andrew J. Ridgeley | 5                                                   | Now, That’s What I Call Music 3 (Verschiedene Interpreten)                 |                                                     |          |
| Last Christmas / Everything She Wants Wham! George Michael / | 6                                                   | Thriller Michael Jackson                                                   |                                                     |          |
| Hello Lionel Richie Lionel B. Richie | 7                                                   | Diamond Life Sade                                                          |                                                     |          |
| Agadoo Black Lace Mya-Micheline Helyett Simille, François Pierre Camille Bernheim | 8                                                   | Welcome to the Pleasuredome Frankie Goes to Hollywood                      |                                                     |          |
| Freedom Wham! George Michael, Trevor Berrisford Romeo, Simon Alban Law, Caron Melina Wheeler, Paul Andrew Hooper | 9                                                   | An Innocent Man Billy Joel                                                 |                                                     |          |
| Ghostbusters Ray Parker, Jr. Ray Erskine Parker Jr. | 10                                                  | Now, That’s What I Call Music 4 (Verschiedene Interpreten)                 |                                                     |          |